# 센추리 로터스 스타디움

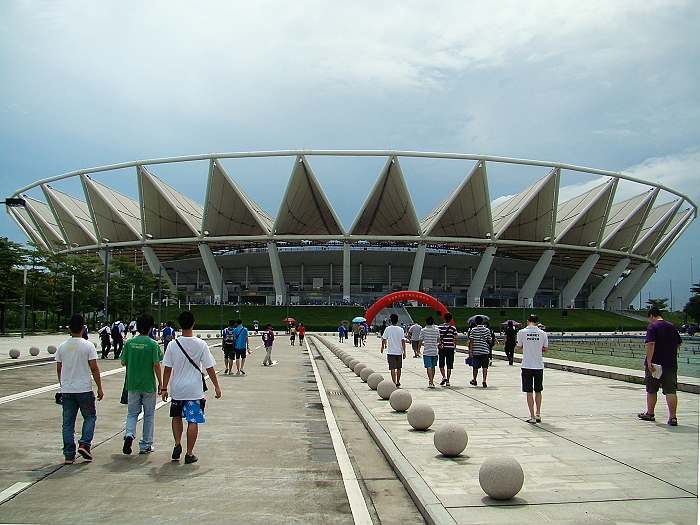

센추리 로터스 스타디움(Century Lotus Stadium, 중국어: 世纪莲体育场)은 중국 광둥성 포산시에 위치한 다목적 경기장이다. 현재 축구 경기를 위해 주로 사용된다. 이 경기장은 2005년 건립되었으며 수용 가능 인원 수는 36,686명이다. 2010년 FIFA 월드컵 아시아 지역 1차 예선 기간 중 중국과 미얀마 간 첫 경기가 이곳에서 열렸다. 이 건물은 같은 디자이너가 만든, 재건축된 델리의 자와할랄 네루 스타디움과 디자인이 비슷하다.

## 저명한 이벤트
- 천이쉰 - DUO 월드 투어 - 2012년 9월 30일
- 쉐즈첸 - 스카이스크래퍼 월드 투어 - 2018년 8월 26일